# Горбуново (Сарапульський район)
Горбуно́во (рос. Горбуново) — присілок в Сарапульському районі Удмуртії, Росія.
Розташоване по правому березі річки Лапіха, неподалік її місця впадіння до річки Нечкінка. В межах присілка до Лапіхи впадає її права притока Горбуніха, та ліва притока останньої — Середня Річка.
Урбаноніми:
- вулиці — Дачна, Декабристів, Миру, Ставкова

## Населення
Населення становить 71 особа (2010, 64 у 2002).
Національний склад (2002):
- росіяни — 95 %